# Angolkert (Tata)
Az Angolkert, vagy Angolpark Tatán, a tóvárosi városrészben, az Öreg-tóhoz közel található, egyik bejárata az Erzsébet térről nyílik.

## Története
Az Angolkertet 1783-ban Böhm Ferenc mérnök építette, Isidorus Canevale tervei alapján. A kert kialakításának kedvezett a feltörő források (Kék-forrás, Najád-forrás) vize, a természeti környezet és a Cseke-tó. A tavat az ott működött Jenő-malom tulajdonosáról nevezték el. 1803-ban Kazinczy Ferenc is megtekintette az angolkertet, majd 1831-ben újból visszatért, és gyönyörködött a szép platánsorban. A látogatás emlékére 1964-ben állították fel a Kazinczy padot a Cseke-tó partján. A park a Cseke-tó körül található, de bizonyos mértékben az egész városra kiterjed. 1955-től természetvédelmi terület. Az 1960-as években a források működésének megszűnése után itt fedezték fel az Angyal-forrási-barlangot és a Tükör-forrási-barlangot. Ezek zártak, a nagy közönség számára nem látogathatóak.

## Látnivalói

### Műromok
Charles Moreau francia építész építette 1803-ban. Ehhez a 12. század elején épült, előbb a bencések, majd a domonkos-rendiek által használt Vértesszentkereszti apátság maradványait használta fel. Ezeket az Esterházyak hozatták Tatára. Az egyik fülkében és a kerítés oldalában a Látó-hegyről előkerült domborműves III. századi római kori sírkövet helyeztek el

### Török mecset

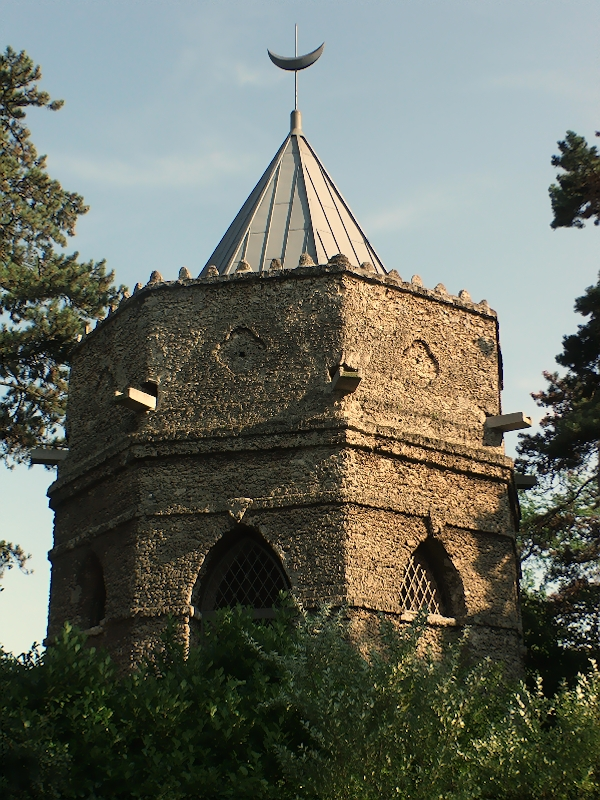
Török mecset

Az Angolkert romantikus és szentimentális jellegének hangsúlyozására épült 1840 körül

### Kiskastély

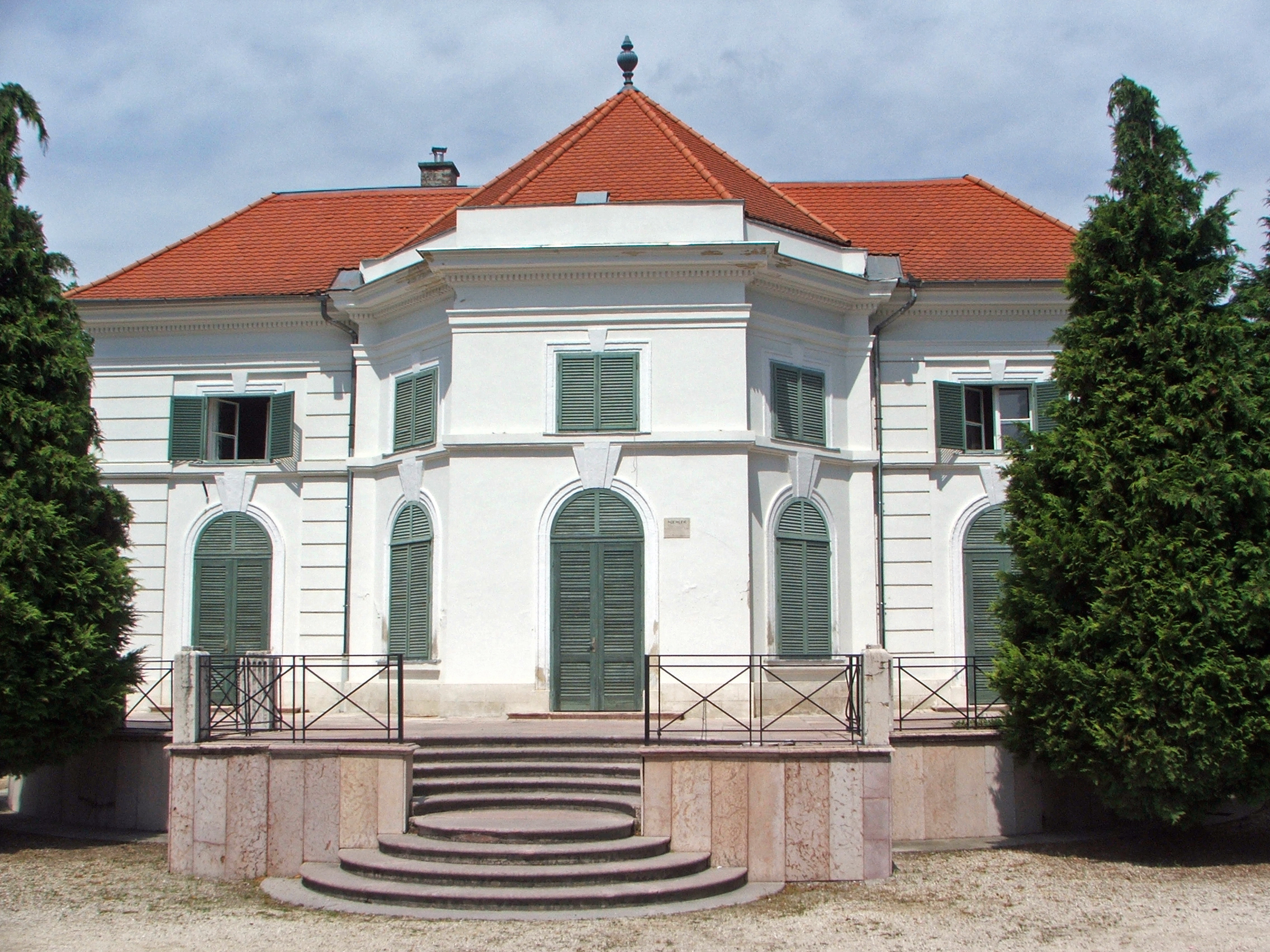
Kiskastély

Az Esterházy család nyaranta ide költözött a copf stílusú kerti lakba. 1784-ben Grossmann József építette

### Szabadtéri színpad
1934–1937 között Tata-Tóvárost országosan is elismertté tették a Júniusi hetek keretében, az itt megrendezett szabadtéri játékok. A színpad kiépítése és a Magyar Királyi Operaház művészegyüttesének meghívása a zenét kedvelő gróf Esterházy Ferenc nevéhez fűződik. Az ünnepi játékok műszaki vezetője Tolnai Pál volt. A zenekart Ferencsik János vezényelte, a darabokat Oláh Gusztáv rendezte. Színre került:
- Bajazzók
- Csongor és Tünde táncjáték (Weiner Leó)
- Tannhäuser
- Eisler Fanni
- Siegfried

A Júniusi hetek megrendezése során a városba látogató rendezők, színészek a film számára is felfedezték Tata-Tóvárost. A filmek jelentős részét az Angolkertben forgatták.
- 1935-ben Nem élhetek muzsikaszó nélkül
- 1940-ben Kalmár László rendezésében, Jávor Pál, Simor Erzsi, Tolnay Klári főszereplésével a Tóparti látomás felvételei készültek a Kék-forrás környékén és a kiskastélyban.

### Pezsgőgyár
Az angolkert szélén valószínűleg Fellner Jakab művének tekinthető az 1770 körül épült Esterházy Pezsgőgyár. Nagyméretű középrészen utóbb három szintre osztott egyemeletes épület, kiugró oldalrészekkel, kétoldalt hosszú földszintes szárnyakkal. Ipari műemlék.

### Pálmaház

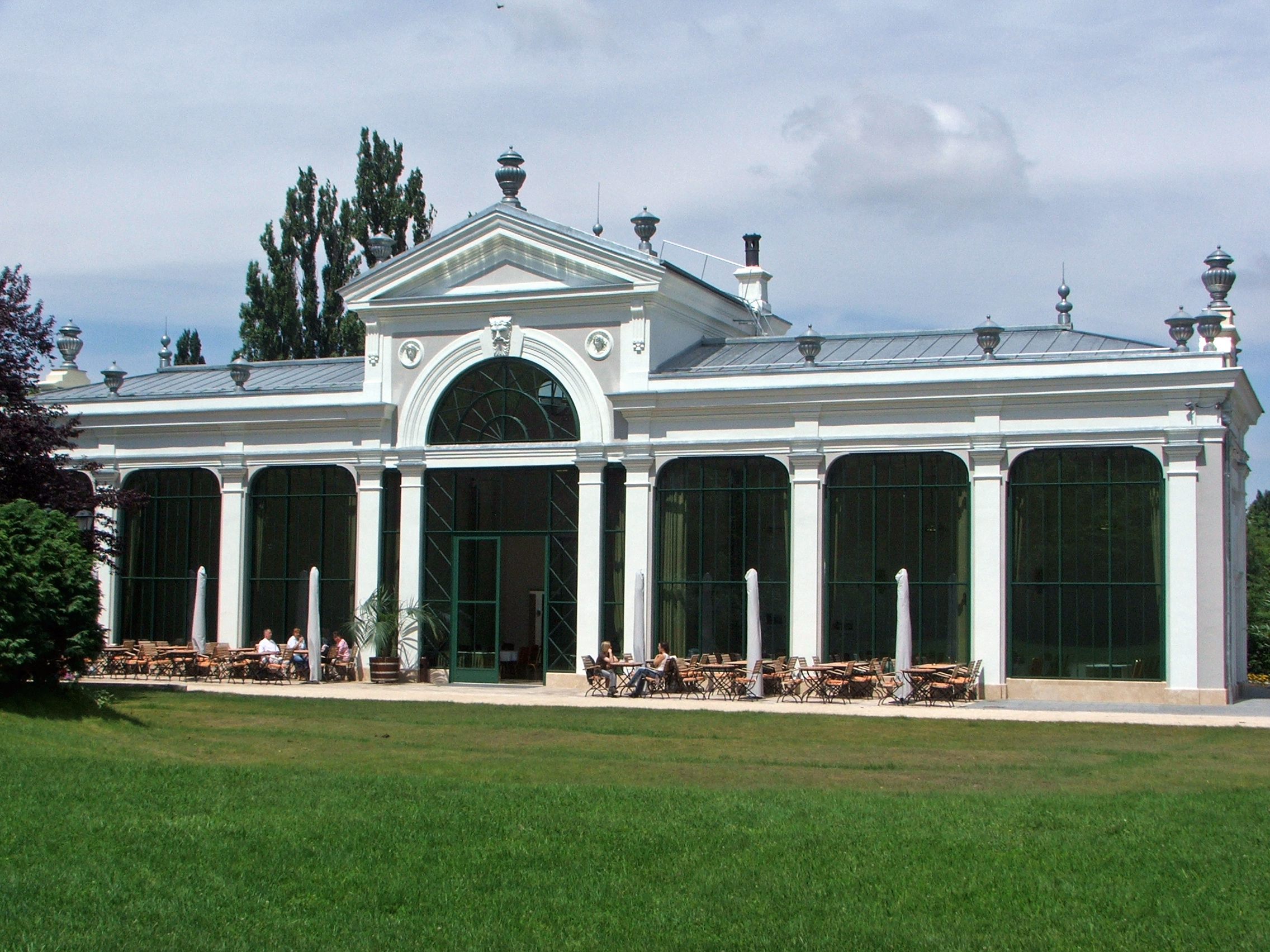
Pálmaház

A Hattyúliget utcai bejárathoz közel építette fel Esterházy Ferenc a Pálmaházat. Nyáron a kastélyból idehozták a citrom-, narancs- és pálmafákat. Az épület kioszkként (étterem zenével) működött, és átjárható volt a Kristály uszodába. Az 1930-as évek végén a tatai egyetemi és főiskolai hallgatók itt rendezték meg a híres Anna-bálokat.

### Olimpiai Edzőtábor
Az angolkert Baji út felőli részén 1948 májusában jelölték ki az Olimpiai Edzőtábor helyét, azért Tatára esett a választásuk, mert ennek a városnak a klímája hasonlított legjobban Londonéra. A sikeres 1948-as londoni olimpia után a tábort teljesen kiépítették, és 1951-ben adták át a sportolóknak. A tábort négyévenként fejlesztették (szállodai rész, konferencia terem, tornacsarnok, futófolyosó, új labdarúgópálya, öttusa lőtér), s napjainkban már fedett uszoda, fedett teniszpálya is segíti a sportolók felkészülését. A magyar sport egyik fellegvára lett.